# Al-Fayadiyah
Al-Fayadiyah (tiếng Ả Rập: Tiếng Ả Rập) là một ngôi làng của Syria ở huyện Al-Tall của Tỉnh bang Dimashq. Theo Cục Thống kê Trung ương Syria (CBS), Al-Fayadiyah có dân số 785 trong cuộc điều tra dân số năm 2004.